# Prosopocera fisheri
Prosopocera fisheri là một loài bọ cánh cứng trong họ Cerambycidae.